# Cryptantha linearis
Cryptantha linearis är en strävbladig växtart som först beskrevs av Luigi Aloysius Colla, och fick sitt nu gällande namn av Edward Lee Greene. Cryptantha linearis ingår i släktet Cryptantha, och familjen strävbladiga växter. Inga underarter finns listade i Catalogue of Life.